# Piazza Macel de' Corvi
Piazza Macel de' Corvi var ett torg (piazza) i Rom, belägen i närheten av Piazza Venezia. Namnet, som ordagrant betyder "korparnas slakthus", kommer av en händelse under gallernas belägring av Rom år 390 f.Kr. Enligt legenden ska en korp (latin corvus) ha hjälpt en romersk soldat i strid mot en galler. Till minne av detta lade soldaten till Corvinus till sitt namn. Slakthus åsyftar sannolikt de charkuteriaffärer som låg i området.
Piazzan präglades av tämligen enkla bostadshus; i ett av dessa bodde Michelangelo från 1531 till sin död. I närheten av piazzan hade även Giulio Romano sin bostad.
Piazza Macel de' Corvi revs år 1902 för att ge plats åt Viktor Emanuel-monumentet.